# Коутиньо, Клаудио
Кла́удио Песе́го де Мора́эс Коути́ньо (порт. Cláudio Pecego de Moraes Coutinho; 5 января 1939, Дон-Педриту — 27 ноября 1981, Рио-де-Жанейро) — бразильский футбольный тренер.

## Биография
Клаудио Коутиньо родился в Дон-Педриту. Когда ему было 4 года, его семья переехала в Рио-де-Жанейро. В столице страны Коутиньо начал военную карьеру, поступив в военное училище, и дослужился до капитана артиллерии. Одновременно с военной специальностью Коутиньо, проявлявший большое внимание к спорту, учился в армейской школе физического воспитания. В 1968 году Коутиньо был выбран представителем школы для выступления перед конгрессом в США. В Соединённых Штатах Коутиньо познакомился с Кеннетом Купером, автором знаменитого метода определения физического состояния спортсменов. После выступления вперед конгрессом, Коутиньо был приглашён работать в лаборатории НАСА, где он был в числе группы, определявшей состояние космонавтов и лётчиков-испытателей в стрессовых для организма ситуациях. Затем он продолжил образование в Европе, защитив кандидатскую диссертацию в университете города Фонтенбло.
В 1970 году Коутиньо был взят в составе делегации сборной Бразилии на чемпионат мира. На мундиале Коутиньо отвечал за физическое состояние игроков, применяя метод Купера. После чемпионата мира, выигранного бразильцами, Коутиньо недолго проработал главным тренером сборной Перу, а также являлся координатором сборной Бразилии на чемпионате мира 1974 года. В 1976 году Коутиньо возглавил олимпийскую сборную Бразилии, которую привёл к 4-му месту на Олимпиаде 1976. В том же году он возглавил «Фламенго».
В 1977 году после ряда неудач главного тренера первой сборной Бразилии, Освалдо Брандао, главным тренером команды был назначен Коутиньо. Новый главный тренер начал с «европеизации» игры бразильцев, до того основанной на индивидуальном мастерстве игроков команды. Главным для Коутиньо стала игровая дисциплина и универсальность игроков, а также «ponto futuro», когда игроки двигаются без мяча, чтобы любой из них мог его получить в нужный момент. Первым из бразильцев-звёзд пострадал Шикао, который из-за недостаточной дисциплины был исключён из команды. На чемпионате мира 1978 бразильцы страдали от недостатка взаимопонимания между Зико и Рейналдо, главных «конструкторов» атак сборной. После матчей группового этапа в управление командой был вынужден вмешаться Алмиранте Элено Нунес, президент Бразильской конфедерации футбола, который ввёл в команду трёх игроков, которые помогли одолеть Перу и на равных сыграть с Аргентиной. Решающий матч за выход в финал бразильцы проводили с Польшей и выиграли 3:1, но аргентинцы, проводившие игру позднее и знавшие, сколько надо было забивать, переиграли Перу 6:0. По сведениям прессы и отзывам некоторых игроков команды, футболисты Перу матч «сдали». В результате бразильцы, которые единственные на чемпионате не проиграли ни одного матча, были вынуждены играть за 3-е место, которое завоевали в матче с Италией. После турнира Коутиньо сказал: «Мы были моральными победителями этого чемпионата». Несмотря на достаточно удачное выступление, Коутиньо в начале 1979 года ушёл из сборной Бразилии, попутно обвинив прессу и футбольную общественность Бразилии в общем неудачном результате. Под руководством Коутиньо сборная Бразилии провела 45 игр.
Коутиньо вернулся во «Фламенго» и дважды подряд сделал команду чемпионом штата Рио-де-Жанейро, а в 1980 году привёл клуб к победе в чемпионате Бразилии. В 1981 году Коутиньо поругался с руководством клуба и принял решение покинуть команду, он перешёл в клуб из США «Лос-Анджелес Ацтекс». В том же году Коутиньо, занимаясь дайвингом, поклонником которого он был, утонул около пляжа в Ипанеме. У него остались жена и двое детей.

## Достижения
- Обладатель Кубка Гуанабара: 1978, 1979, 1980
- Чемпион штата Рио-де-Жанейро: 1978, 1979, 1979 (специальный)
- Чемпион Бразилии: 1980